# Kitchener Rangers
I Kitchener Rangers sono una squadra di hockey su ghiaccio fondata nel 1963 nella città di Kitchener, nell'Ontario, che milita nella Ontario Hockey League (OHL).

## Storia
I Kitchener Rangers assunsero il nome, il logo e i colori sociali dei New York Rangers, franchigia interessata a rilanciare l'hockey in città divenendo il partner principale della formazione per i quattro anni successivi, fino a quando nel 1967 cessarono le sponsorizzazioni alle squadre giovanili da parte delle formazioni della NHL.
La squadra è di proprietà pubblica, governata da un consiglio di amministrazione formato da 40 persone tra gli abbonati. La squadra è una delle maggiori fornitrici di talenti alla National Hockey League, essendo ben 139 giocatori della lega americana formatisi nella squadra dell'Ontario, tra questi: David Clarkson, Steve Mason, Scott Stevens e Gabriel Landeskog. Inoltre, ha vinto due volte la Memorial Cup, il trofeo assegnato alla squadra vincitrice della CHL, su un totale di sei partecipazioni, e quattro volte la J. Ross Robertson Cup, premio consegnato alla squadra vincitrice dei playoff della OHL.

## Palmarès

### Premi di squadra
- Memorial Cup: 2

1982, 2003
- J. Ross Robertson Cup: 4

1980-1981, 1981-1982, 2002-2003, 2007-2008
- Wayne Gretzky Trophy: 2

2002-2003, 2007-2008
- Hamilton Spectator Trophy: 7

1966-67, 1967-68, 1973-74, 1983-84, 1988-89, 2002-03, 2007-08